# Michael Thomas (Fußballspieler, 1988)
Michael Thomas (* 8. März 1988 in Olathe, Kansas) ist ein US-amerikanischer Fußballspieler.

## Karriere
Thomas spielte von 2006 bis 2009 in 83 Partien für das Collegeteam der University of Notre Dame. Die Saisonpausen verbrachte der Mittelfeldspieler in der USL Premier Development League bei Kansas City Brass und kam dabei über vier Spielzeiten verteilt auf 13 Einsätze. Im MLS SuperDraft 2010 wurde er in der 2. Runde an insgesamt 19. Stelle von den San José Earthquakes gedraftet, er entschied sich jedoch gegen eine Laufbahn in der Major League Soccer und ging Anfang 2010 für ein Probetraining zum schwedischen Erstligisten Halmstads BK. Dort erhielt er schließlich einen Kurzzeitvertrag bis Sommer 2010 und trifft dort mit Ryan Miller auch auf einen früheren Mitspieler aus Collegezeiten.
Zu seinem Profidebüt kam er am 22. März 2010, dem 2. Spieltag, bei einer 0:6-Auswärtsniederlage gegen IF Elfsborg. In den folgenden Wochen kam er zu weiteren vier Ligaeinsätzen für Halmstads, der Klub entschied sich im Sommer allerdings gegen eine Vertragsverlängerung und stattete stattdessen den Jugendspieler Joakim Wrele mit einem Profivertrag aus. Kurze Zeit später unterzeichnete Thomas beim Zweitligisten Ljungskile SK einen Vertrag bis Saisonende. Mit Ljungskile SK war er bei 47 Ligaspielen auf dem Feld und erzielte acht Treffer.
Im Januar 2012 kehrte Thomas in seine Heimat zurück und unterzeichnete einen Vertrag mit Sporting Kansas City.